# 谷川史子
谷川 史子（たにかわ ふみこ、1967年5月8日 - ）は、日本の漫画家・同人作家。1986年、19歳の時に、『りぼんオリジナル』（集英社）に掲載された「ちはやぶるおくのほそみち」でデビュー。
2009年に青木俊直、岩岡ヒサエ、志村貴子、イシデ電らと同人サークル「腹ペコ戦隊はしレンジャー」を結成した。

## 略歴
- 長崎県大村市出身（東京都生まれ、と書かれている場合もある[1]）。東京都在住。長崎日本大学高等学校デザイン科卒業。女性。同じく漫画家の青木俊直は夫。
- 趣味: キャッチボール（同好会『君津キャッツアイ』所属）。よっぱらい（?）[2]。
- 好きな音楽：あがた森魚、奥田民生、くるり、フジファブリック、ムーンライダーズ
- 好きな映画：「ツィゴイネルワイゼン」、「犬神家の一族」
- 『りぼんオリジナル』でデビュー以後、『りぼん』『Cookie』、『コーラス』（以上、集英社）や『Kiss』（講談社）、『ヤングキングアワーズ』『ヤングキングアワーズプラス』（以上、少年画報社）などで活動する。
- 短編連作を得意とし、恋愛に不器用な少年少女の姿を初々しく描く心温まる作風で人気を博している。

オムニバス形式や読切作品を中心にデビューより長らく少女誌にて活躍してきたが、近年は活動の場を女性誌・青年誌まで広げ、大人の視点から描かれる物語で幅広い層から支持を集めている。 

### 告白物語
基本的には、コミックス巻末に書かれる描き下ろしの連続あとがき漫画。まれに雑誌にも掲載される。
作品一覧を見るとほぼ同じタイトルになっているが、単行本ごとに内容は異なり、近況報告のようなものになっている。文庫版にも新たに書き下ろされたものが収録されている。

## 経歴
- 1986年 - 高校在学中に執筆した「ちはやぶるおくのほそみち」（『りぼんオリジナル』1986年初夏の号）でデビュー
- 1987年 - 1年7ヶ月勤務した百貨店を退職
- 1989年 - 初の単行本『花いちもんめ』発売
- 1990年 - 「きみのことすきなんだ」で『りぼん』本誌に初掲載、「きもち満月（フルムーン）」で初連載
- 1992年 - 田中雅美『好きだからそばにいて』で初のイラストを担当
- 1999年 - 「マイボーイフレンド」で『Cookie』に初掲載
- 2004年 - 「星の隠れ家」で『コーラス』に初掲載
- 2007年 - 集英社コミック文庫より、初の文庫化作品として「きみのことすきなんだ」・「君と僕の街で」の2作品が同時発売
- 2007年 - 同年12月発売のOVA『東京マーブルチョコレート』のキャラクターデザインを担当
- 2008年 - 「おひとり様物語」を『Kiss』にて連載開始
- 2009年 - 青木俊直、イシデ電、岩岡ヒサエ、志村貴子らと共に同人サークル「腹ペコ戦隊はしレンジャー」を結成し、活動を始める
- 2021年 - 9月30日から10月6日まで吉祥寺のリベストギャラリー創にて原画展を開催予定[3]

## 作品リスト
文庫本に収録済に★

### 単行本(コミックス)

#### りぼんマスコットコミックス
- 『花いちもんめ』1989年10月13日発売、ISBN 4-08-853502-2
  - 花いちもんめ ★
  - ちはやぶるおくのほそみち
  - 祭・長月
  - きみの夏にとびたい
  - 早春（はる）に降る雪 ★
  - 告白物語 これまでのおはなし-ちはやぶるおくのほそみちから花いちもんめまで-
- 『きみのことすきなんだ』1991年5月15日発売、ISBN 4-08-853567-7
  - きみのことすきなんだ ★
  - 乙女のテーマ ★
  - 騎士（ナイト）のマーチ ★
  - ふりむけば告白物語
- 『きもち満月（フルムーン）』1991年11月15日発売、ISBN 4-08-853588-X
  - きもち満月（フルムーン） ★
  - 緑の頃わたしたちは ★
  - もういちど告白物語
- 『各駅停車』1992年10月15日発売、ISBN 4-08-853633-9
- 『くじら日和』1993年5月14日発売、ISBN 4-08-853664-9
  - くじら日和 ★
  - 告白物語は招くよ
- 『君と僕の街で』1994年7月15日発売、ISBN 4-08-853743-2
  - 君と僕の街で ★
  - 負けるな告白物語
- 『一緒に歩こう』1995年9月14日発売、ISBN 4-08-853818-8
  - 一緒に歩こう
  - 一緒に帰ろう
  - 抱きしめたい ★
  - ここらで告白物語
- 『ぼくらの気持ち』1996年4月15日発売、ISBN 4-08-853853-6
  - ぼくらの気持ち ★
  - あなたのてのひらの ★
  - 最初のクリスマス ★
  - 告白物語-真夏の血痕編-
  - 彼の時間、彼女の時間 ★
  - それゆけ告白物語
- 『愛はどうだ！』1997年2月14日発売、ISBN 4-08-856003-5
  - 愛はどうだ！
  - ごはんにしよう！
  - 告白物語・特別編 ふたりの肖像（ポートレイト）
- 『ごきげんな日々』1997年12月9日発売、ISBN 4-08-856054-X
  - ごきげんな日々 ★
  - 風をあつめて ★
  - 雪の降る頃 ★
  - 春の手紙 ★
  - あなたとわたしの告白物語
- 『外はいい天気だよ』1998年7月15日発売、ISBN 4-08-856091-4
  - 外はいい天気だよ ★
  - 春がきて恋をする
  - 告白物語-わたしのてのひらの-
- 『王子様といっしょ！』2000年2月15日発売、ISBN 4-08-856191-0
  - プリンス・プリンセス ★
  - 王子様といっしょ！ ★
  - 北風とポスト ★
  - 告白物語・早春編 泥酔横町

#### りぼんマスコットコミックス Cookie
- 『魔法を信じるかい？』全3巻
  1. 2000年12月11日発売、ISBN 4-08-856249-6
    - 魔法を信じるかい？ 1
    - マイボーイフレンド
    - 告白物語-あなたとわたしのこわいもの-

  2. 2001年5月15日発売、ISBN 4-08-856287-9
    - 魔法を信じるかい？ 2
    - 雪物語 ★
    - 告白物語

  3. 2001年12月11日発売、ISBN 4-08-856339-5
    - 魔法を信じるかい？ 3
    - 楽屋を覗くかい？ 白物語-魔法信ができるまで-
- 『一緒にごはん』全2巻
  - 前編. 2002年11月15日発売、ISBN 4-08-856422-7
    - 一緒にごはん（前）
    - 秋便り
    - 告白物語-一緒に備蓄-

  - 後編. 2003年5月15日発売、ISBN 4-08-856465-0
    - 一緒にごはん（後）
    - 弥生如月
    - 告白物語
- 『星の速さで駆けてく』2004年5月14日発売、ISBN 4-08-856540-1
  - 星の速さで駆けてく ★
  - ココアブレイク ★
  - 星の隠れ家 ★
  - 告白物語
- 『ホームメイド』全2巻
  1. 2005年2月15日発売、ISBN 4-08-856593-2
    - ホームメイド 1 ★
    - 空の伊吹、草の声 ★
    - スキップ・ツーステップ ★
    - ランデヴー
    - 告白物語

  2. 2005年7月15日発売、ISBN 4-08-856627-0
    - ホームメイド 2 ★
    - ペダルラプソディ〜ホームメイド番外編〜 ★
    - 背伸びと、さむい指と ★
    - 告白物語
- 『花と惑星』2006年7月14日発売、ISBN 4-08-856696-3
  - 花と惑星 ★
  - 春の蕾 ★
  - チヨと私と庭先で
  - 告白物語
- 『手紙』2009年1月15日発売、ISBN 978-4-08-856866-9
  - 手紙
  - ソラミミハミング
  - 河を渡る、きみと歩く
  - 我が家の食卓
- 『吐息と稲妻』2011年3月15日発売、ISBN 978-4-08-867113-0
  - 吐息と稲妻
  - 星空スイマー
  - 雪の女王
  - ニジメガネ
  - 春追い
  - 告白物語 -エスパー史 第3話-

#### コーラス クイーンズ コミックス
- 『積極 -愛のうた-』2006年10月19日発売、ISBN 4-08-865368-8
- 『草の上 星の下』2008年6月19日発売、ISBN 978-4-08-865483-6
  - 草の上 星の下
  - サルビア
  - プリズム ★
  - 春が来たなら
  - 告白物語
- 『P.S.アイラブユー』2009年9月18日発売、ISBN 978-4-08-865555-0
  - P.S.アイラブユー（前編・後編）
  - Room 201（episode 1〜3）
  - 告白物語
- 『他人暮らし』2011年3月15日発売、ISBN 978-4-08-865622-9
  - 他人暮らし (純花・頼子・サワ)
  - 秋雨
  - 告白物語

#### マーガレット コミックス
- 『忘れられない』2012年5月25日発売、ISBN 978-4-08-846781-8
  - 忘れられない
  - つまさきで踊る
  - エンドレスマーチ
  - 春の前日
  - 告白物語
- 『ブルー･サムシング』2015年7月24日発売、ISBN 978-4-08-845426-9
  - ブルー･サムシング
  - おかえりなさい。
  - 海は空を映して青い
  - 途中の棲家（前編）
  - 途中の棲家（後編）
  - ほしのゆくえ
  - 告白物語／告白物語 -へんしゅうさんとわたし-
- 『はじめてのひと』既刊9巻（2024年12月24日現在）
  1. 2016年5月25日発売、ISBN 978-4-08-845585-3
    - はじめてのひと　#1 -#5
    - 告白物語／告白物語 -へんしゅうさんとわたし-はじめてのひと

  2. 2017年5月25日発売、ISBN 978-4-08-845766-6
    - はじめてのひと　#6 -#10
    - 告白物語

  3. 2018年9月25日発売、ISBN 978-4-08-844046-0
    - はじめてのひと　#11 -#14
    - 告白物語

  4. 2019年3月25日発売、ISBN 978-4-08-844185-6
    - はじめてのひと　#15 -#19
    - 告白物語

  5. 2020年5月25日発売、ISBN 978-4-08-844320-1
    - はじめてのひと　#20 -#25
    - 告白物語／告白物語 -へんしゅうさんとわたし-

  6. 2021年9月24日発売、ISBN 978-4-08-844474-1
    - はじめてのひと　#26 -#31
    - 告白物語

  7. 2023年3月24日発売、ISBN 978-4-08-844731-5
  8. 2024年4月24日発売、ISBN 978-4-08-844824-4
  9. 2024年12月24日発売、ISBN 978-4-08-843078-2
- 『谷川史子 告白物語 おおむね全部 30th anniversary』2017年5月25日発売、ISBN 978-4-08-845771-0

#### ヤングキングコミックス (少年画報社)
- 『くらしのいずみ』2008年1月28日発売、ISBN 978-4-7859-2909-1
  - 1軒目・染井家
  - 2軒目・小嶋家
  - 3軒目・高橋家
  - 4軒目・矢野家
  - 5軒目・島岡家
  - 6軒目・冬木家
  - 早春のシグナル
- 『清々と』全4巻

#### ワイドKC (講談社)
- 『東京マーブルチョコレート ハロー、グッバイ、ハロー。』2008年2月13日発売、ISBN 978-4-06-337633-3
- 『おひとり様物語』全10巻

### コミック文庫

#### 集英社コミック文庫
- 『谷川史子傑作選 きみのことすきなんだ』2007年2月16日発売、ISBN 978-4-08-618548-6
  - きみのことすきなんだ
  - 乙女のテーマ
  - 騎士のマーチ
  - 花いちもんめ
  - 早春に降る雪
  - 緑の頃わたしたちは
  - 解説：内藤泰弘
- 『谷川史子オムニバス集 君と僕の街で』2007年2月16日発売、ISBN 978-4-08-618549-3
  - 君と僕の街で
  - 各駅停車
  - 告白物語<文庫版>
- 『谷川史子長編集 きもち満月 / くじら日和』2008年3月18日発売、ISBN 978-4-08-618702-2
  - きもち満月
  - くじら日和
- 『谷川史子秀作選 ぼくらの気持ち』2008年3月18日発売、ISBN 978-4-08-618703-9
  - ぼくらの気持ち
  - 両手でもたりない
  - 抱きしめたい
  - あなたのてのひらの
  - 最初のクリスマス
  - 彼の時間、彼女の時間
- 『谷川史子初恋読みきり選 ごきげんな日々』2009年7月17日発売、ISBN 978-4-08-619011-4
  - ごきげんな日々
  - 春の手紙
  - プリンス・プリンセス
  - 王子様といっしょ！
  - 風をあつめて
- 『谷川史子片思い作品集 外はいい天気だよ』2009年7月17日発売、ISBN 978-4-08-619012-1
  - 外はいい天気だよ
  - 北風とポスト
  - 雪のふる頃
  - 雪物語
- 『谷川史子純愛読みきり集 S -Sollow of Love-』2011年4月15日発売、ISBN 978-4-08-619240-8
  - 星の速さで駆けてく
  - プリズム
  - ココアブレイク
  - 積極
  - 描きおろしエッセイ『文庫版・告白物語』
  - 描きおろし1/4エッセイ『BACK STAGE』
- 『谷川史子純愛読みきり集 H -Happy End-』2011年4月15日発売、ISBN 978-4-08-619241-5
  - 花と惑星
  - 春の蕾
  - スパイラル ホリディ
  - 風の道
  - 星の隠れ家
  - 描きおろしエッセイ『文庫版・告白物語』
  - 描きおろし1/4エッセイ『BACK STAGE』
- 『谷川史子's ハートフル ホームメイド』2015年7月17日発売、ISBN 978-4-08-619565-2
  - ホームメイド
  - 空の息吹、草の声〜ホームメイド番外編〜
  - スキップ・ツーステップ〜ホームメイド番外編〜
  - ペダルラプソディ〜ホームメイド番外編〜
  - 背伸びと、さむい指と
  - 文庫版・告白物語（描きおろし）

### オムニバス
- 『星の恋物語』2015年5月24日発売、幻冬舎 / 原作：石井ゆかり (占星術師)、ISBN 978-4-344-83441-5
  - 表紙イラスト
  - 星のような、雪のような（牡牛座）

### その他
- 谷川史子 ポストカード コレクション（1992年1月12日、実業之日本社）

## 挿絵・イラスト

### 書籍
- マドモアゼル･愛(著) 『ボーイズ恋チェックテスト集』挿絵  (My Birthdayの本、実業之日本社、1988年10月)
- マイバースデイ編集部(編集) 『やったネ!! 大成功!! おまじない』表紙･挿絵 (My Birthdayの本68、実業之日本社、1988年11月・1991年4月9日)
- マイバースデイ編集部(編集) 『大人気! ドキドキ占いゲーム集』 (My Birthdayの本74, 実業之日本社、1989年8月・1995年3月24日)
- マイバースデイ編集部(編集) 『当たった! 当たった! おまじない♡ジンクス』カバー (My Birthdayの本84、実業之日本社、1990年9月28日)

### 小説
- 田中雅美「好きだから」シリーズ (1992-1994年、コバルト文庫ピンキー) 
『好きだからそばにいて』 1992年7月
『初恋マジック+1 カップルを探せ!』 1993年11月
『好きでいていつまでも』 1994年7月
『好きなのはいつも君だけ』 1994年12月
- 日向章一郎「電撃娘163センチ」シリーズ (1999-2002年、コバルト文庫) 
『電撃娘163センチ』 1999年9月
『電撃娘163センチ 南青山激笑編』 2000年6月
『電撃娘163センチ いずみさんのためなら死ねる編』 2000年9月
『電撃娘163センチ 衝撃!掟やぶりの近親ソーカン編』 2001年4月
『電撃娘163センチ 反町!あんた犬になるのよ!!編』 2002年2月
- 氷室冴子「クララ白書」文庫改訂版 (2001年、コバルト文庫) 
『クララ白書 I』 2001年6月
『クララ白書 II』 2001年7月
- 赤川次郎『復讐はワイングラスに浮かぶ』文庫新装版 (2008年、集英社文庫)
- 豊島ミホ『エバーグリーン』文庫版 (2009年、双葉文庫)
- 飛鳥井千砂 『君は素知らぬ顔で』文庫版 (2013年、祥伝社文庫)
- 飛鳥井千砂 『女の子は、明日も。』単行本イラスト (2014年6月26日 幻冬舎)
- 加藤千恵『いつか終わる曲』文庫
- 山本文緒『あなたには帰る家がある』『紙婚式』『絶対泣かない』角川文庫

### その他
- OVA『東京マーブルチョコレート』キャラクターデザイン (2007年12月発売)
- テレビアニメ『僕らはみんな河合荘』第12話エンドカード (2014年6月19日)
- かしぶち哲郎(ムーンライダーズ)トリビュートアルバム『a tribute to Tetsuroh Kashibuchi ～ハバロフスクを訪ねて』ジャケットイラスト (2014/12/17, P-Vine)